# Давыдов, Данила Михайлович
Данила Михайлович Давыдов (род. 24 августа 1977, Москва) — российский поэт, прозаик и литературный критик, литературовед, редактор.

## Биография
Родился в Москве. Окончил 1504-ю гуманитарную гимназию (1994) и Литературный институт им. А. М. Горького (2000, семинар прозы Руслана Киреева). Далее окончил аспирантуру Самарского государственного педагогического университета (научный руководитель Ю. Б. Орлицкий), кандидат филологических наук (диссертация «Русская наивная и примитивистская поэзия: генезис, эволюция, поэтика»). В 2009 г. поступил в докторантуру при кафедре русского языка Московского педагогического государственного университета (предполагаемая тема диссертации: «Русская поэзия 1930-60 гг. как социоязыковой и социокультурный феномен»). Научные интересы — история русской литературы XX—XXI вв., сублитературы и примитив, теория литературы, философия науки, социология культуры, социолингвистика, семиотика текста и общая семиотика, теоретическая и практическая антропология. Давыдов — постоянный участник конференций, посвящённых современной (и не только) литературе. Его статьи опубликованы в журналах и в многочисленных научных сборниках.
Женат на поэтессе и издательнице Дане Курской.

## Литературная деятельность

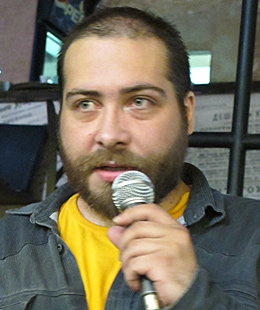
Давыдов в 2012 г.

Критическая деятельность Данилы Давыдова началась в 1996 г. с публикации в журнале «Новое время» рецензии на стихи Иоанна Павла II. С тех пор им написано огромное количество статей, рецензий и заметок, посвящённых современной литературе. Статьи Давыдова публиковались во всех основных современных литературных журналах, также он несколько лет подряд ведёт полосу «Поэзия» в газете «Книжное обозрение» и хронику поэтического книгоиздания в журнале «Воздух». Самые важные из статей и рецензий собраны в книге «Контексты и мифы» (М.: Арт Хаус медиа, 2010). Заслуги Данилы Давыдова в области критики отмечены премией «ЛитературРентген» (Екатеринбург) в номинации «Фиксаж» и специальным дипломом журнала «Новый мир» (оба — 2009).
Как поэт Данила Давыдов сформировался в общении с представителями неофициальной поэзии советской эпохи и с неформальными молодёжными литературными группами середины 1990-х годов. Своим литературным учителем он считает Генриха Сапгира. В разное время Давыдов принимал участие в деятельности Содружества «Между-речье» (организовано Алексеем Корецким), группы «КАК БЫ ЖУРНАЛ» (Светлана Богданова, Игорь Рябов, Ян Никитин) и Союза молодых литераторов «Вавилон» (под руководством Дмитрия Кузьмина). Первая публикация стихов Давыдова появилась в самиздате в 1995 г. (сборник «Содружество Между-речье»), первая официальная публикация — в 1996 г. (сборник «Поэты в поддержку Григория Явлинского», изд-во «АРГО-РИСК»). С тех пор его стихи печатались в самых разных журналах, альманахах и антологиях. Также вышло шесть поэтических книг: «Сферы дополнительного наблюдения» (М., 1996), «Кузнечик» (М.: АРГО-РИСК, 1997), «Добро» (М.: Автохтон, 2002), «Сегодня, нет, вчера» (М.: АРГО-РИСК, 2006), «Марш людоедов» (М.: Новое литературное обозрение, 2011), «Ненадёжный рассказчик» (М.: Новое литературное обозрение, 2022). За последнюю из них удостоен в 2023 году Премии Андрея Белого.
Основные прозаические публикации приходятся на период конца 1990-х — начала 2000-х. В это время выходит книга прозы «Опыты бессердечия» (М.: АРГО-РИСК, 1999), за которую им была получена премия «Дебют» (2000; номинация «Малая проза»). Также Давыдов становился лауреатом Богдановской премии (1998; за повесть «Схема линий московского метрополитена») и дипломантом Тургеневского фестиваля малой прозы (1998). Стихи и проза Данилы Давыдова переводились на албанский, английский, белорусский, итальянский, немецкий, украинский, французский, чешский языки.
Данила Давыдов ведёт большую работу в области редактирования разнообразных литературных изданий: в качестве соредактора он работал в альманахе «Окрестности» (с № 1 по № 3), журнале «Шестая Колонна» (№ 1, совместно с Сергеем Соколовским), затем — в вестнике молодой литературы «Вавилон» (с № 7 по № 10), альманахе «Абзац» (с № 2 по № 5) и сетевом литературном журнале «TextOnly». Давыдов также является составителем поэтических антологий премии «Дебют» («Анатомия ангела», «Снимок события: XXI поэт», «Братская колыбель» и др.) и одним из составителей антологии «Девять измерений» (2004).

### Некоторые статьи
- «Псалмы» Генриха Сапгира и современное состояние традиции стихотворного переложения псалмов
- Хлебников наивный и не-наивный